# Saint-Leu-d’Esserent
Saint-Leu-d’Esserent település Franciaországban, Oise megyében. Lakosainak száma 4576 fő (2022. január 1.). Saint-Leu-d’Esserent Thiverny, Blaincourt-lès-Précy, Villers-sous-Saint-Leu, Gouvieux, Saint-Maximin, Montataire, Cramoisy és Maysel községekkel határos.

## Népesség
A település népessége az elmúlt években az alábbi módon változott:
| Lakosok száma | 4640 | 4665 | 4798 | 4688 | 4692 | 4678 | 4637 | 4606 | 4576 |
|               | 2013 | 2015 | 2016 | 2017 | 2018 | 2019 | 2020 | 2021 | 2022 |